# Fridrich Pruský (1794–1863)
Fridrich Pruský (Fridrich Vilém Ludvík; 30. října 1794, Berlín – 27. července 1863, Berlín) byl pruský princ a vojenský důstojník.

## Rodina
Fridrich se narodil v Berlíně jako nejstarší potomek prince Ludvíka Karla Pruského a Frederiky Meklenbursko-Střelické, pozdější hannoverské královny. Fridrich byl synovcem pruského krále Fridricha Viléma III. a nevlastním synem hannoverského krále Arnošta Augusta.
V roce 1814 Fridrich zaujal britskou princeznu Šarlotu, která se za něj chtěla provdat. Pár se několikrát setkal. Náhle se však princ zasnoubil s dcerou vévody Alexia Fridricha Kristiána Anhaltsko-Bernburského, Luisou, s níž se 21. listopadu 1817 v Ballenstedtu oženil. Manželé spolu měli dva synyː
- 1. Alexandr Pruský (21. 6. 1820 Berlín – 4. 1. 1896 tamtéž)
- 2. Jiří Pruský (12. 2. 1826 Düsseldorf – 2. 5. 1902 Berlín)

Přestože se oba jejich synové dožili vysokého věku, žádný z nich se neoženil ani nezplodil žádné děti.

## Život v Düsseldorfu
Od roku 1815 až do své smrti princ sloužil jako velitel 1. (slezským) kyrysníkům "Velký kurfiřt". Do roku 1820 sídlil v paláci na Wilhelmstrasse v Berlíně, poté se stal velitelem 20. divize v Düsseldorfu a přestěhoval se na zámek Jägerhof. Během svého pobytu na zámku nechal postavit další dvě křídla. Zámek se brzy stal centrem společenského a kulturního života města, princ Fridrich s manželkou se zajímali o umění a sami byli talentovanými umělci. Fridrich byl jedním ze zakladatelů uměleckého, hudebního a dramatického klubu v Düsseldorfu a stal se jeho patronem.
Stejně jako jeho bratranec, pruský král Fridrich Vilém IV., se i princ Fridrich zajímal o středověk a hrady v rýnské provincii. Jako letní residenci získal hrad Fatzberg a přejmenoval ho na hrad Rheinstein.

## Poslední léta v Berlíně
Zpět do Berlína byl Fridrich povolán během německé revoluce v roce 1848. Jeho popularita v Düsseldorfu byla taková, že byl v roce 1856 jmenován prvním čestným občanem města. Předchozího roku se Fridrich kvůli jejímu chronickému nervovému onemocnění rozešel se svou manželkou. Ta žila v Elleru u Düsseldorfu, kde ji Fridrich navštěvoval na jejich společné narozeniny.
Fridrich zemřel 27. července 1863 ve věku 68 let. Jeho manželka jej přežila téměř o dvacet let. Společně s mladším synem byli manželé pohřbeni v kapli, kterou Fridrich nechal postavit na hradě Rheinstein.
Město Fredericksburg v Texasu, také známé jako Fritzburg, bylo pojmenováno po Fridrichovi městským zakladatelem, baronem Johnem O. Meusebachem.

## Vývod z předků
|                 |                                                            |  |                                           |                                                                            |  |  |  |  |  |  |  | Fridrich Vilém I. |
|                 |                                                            |  |                                           |                                                                            |  |  |  |  |  |  |  |                   |
|                 | August Vilém Pruský                                        |  |                                           |                                                                            |  |  |  |  |  |  |  |                   |
|                 |                                                            |  |                                           |                                                                            |  |  |  |  |  |  |  |                   |
|                 |                                                            |  |                                           | Žofie Dorotea Hannoverská                                                  |  |  |  |  |  |  |  |                   |
|                 |                                                            |  |                                           |                                                                            |  |  |  |  |  |  |  |                   |
|                 | Fridrich Vilém II.                                         |  |                                           |                                                                            |  |  |  |  |  |  |  |                   |
|                 |                                                            |  |                                           |                                                                            |  |  |  |  |  |  |  |                   |
|                 |                                                            |  |                                           | Ferdinand Albrecht II. Brunšvicko-Wolfenbüttelský                          |  |  |  |  |  |  |  |                   |
|                 |                                                            |  |                                           |                                                                            |  |  |  |  |  |  |  |                   |
|                 | Luisa Amálie Brunšvicko-Wolfenbüttelská                    |  |                                           |                                                                            |  |  |  |  |  |  |  |                   |
|                 |                                                            |  |                                           |                                                                            |  |  |  |  |  |  |  |                   |
|                 |                                                            |  |                                           | Antonie Amálie Brunšvicko-Wolfenbüttelská                                  |  |  |  |  |  |  |  |                   |
|                 |                                                            |  |                                           |                                                                            |  |  |  |  |  |  |  |                   |
|                 | Ludvík Karel Pruský                                        |  |                                           |                                                                            |  |  |  |  |  |  |  |                   |
|                 |                                                            |  |                                           |                                                                            |  |  |  |  |  |  |  |                   |
|                 |                                                            |  |                                           | Ludvík VIII. Hesensko-Darmstadtský                                         |  |  |  |  |  |  |  |                   |
|                 |                                                            |  |                                           |                                                                            |  |  |  |  |  |  |  |                   |
|                 | Ludvík IX. Hesensko-Darmstadtský                           |  |                                           |                                                                            |  |  |  |  |  |  |  |                   |
|                 |                                                            |  |                                           |                                                                            |  |  |  |  |  |  |  |                   |
|                 |                                                            |  |                                           | Šarlota z Hanau-Lichtenbergu                                               |  |  |  |  |  |  |  |                   |
|                 |                                                            |  |                                           |                                                                            |  |  |  |  |  |  |  |                   |
|                 | Frederika Luisa Hesensko-Darmstadtská                      |  |                                           |                                                                            |  |  |  |  |  |  |  |                   |
|                 |                                                            |  |                                           |                                                                            |  |  |  |  |  |  |  |                   |
|                 |                                                            |  |                                           | Kristián III. Falcko-Zweibrückenský                                        |  |  |  |  |  |  |  |                   |
|                 |                                                            |  |                                           |                                                                            |  |  |  |  |  |  |  |                   |
|                 | Karolína Falcko-Zweibrückenská                             |  |                                           |                                                                            |  |  |  |  |  |  |  |                   |
|                 |                                                            |  |                                           |                                                                            |  |  |  |  |  |  |  |                   |
|                 |                                                            |  |                                           | Karolína Nasavsko-Saarbrückenská                                           |  |  |  |  |  |  |  |                   |
|                 |                                                            |  |                                           |                                                                            |  |  |  |  |  |  |  |                   |
| Fridrich Pruský |                                                            |  |                                           |                                                                            |  |  |  |  |  |  |  |                   |
|                 |                                                            |  |                                           |                                                                            |  |  |  |  |  |  |  |                   |
|                 |                                                            |  | Adolf Fridrich II. Meklenbursko-Střelický |                                                                            |  |  |  |  |  |  |  |                   |
|                 |                                                            |  |                                           |                                                                            |  |  |  |  |  |  |  |                   |
|                 | Karel Ludvík Fridrich Meklenbursko-Střelický               |  |                                           |                                                                            |  |  |  |  |  |  |  |                   |
|                 |                                                            |  |                                           |                                                                            |  |  |  |  |  |  |  |                   |
|                 |                                                            |  |                                           | Kristýna Emílie Schwarzbursko-Sonderhausenská                              |  |  |  |  |  |  |  |                   |
|                 |                                                            |  |                                           |                                                                            |  |  |  |  |  |  |  |                   |
|                 | Karel II. Meklenbursko-Střelický                           |  |                                           |                                                                            |  |  |  |  |  |  |  |                   |
|                 |                                                            |  |                                           |                                                                            |  |  |  |  |  |  |  |                   |
|                 |                                                            |  |                                           | Arnošt Fridrich I. Sasko-Hildburghausenský                                 |  |  |  |  |  |  |  |                   |
|                 |                                                            |  |                                           |                                                                            |  |  |  |  |  |  |  |                   |
|                 | Alžběta Sasko-Hildburghausenská                            |  |                                           |                                                                            |  |  |  |  |  |  |  |                   |
|                 |                                                            |  |                                           |                                                                            |  |  |  |  |  |  |  |                   |
|                 |                                                            |  |                                           | Žofie Albertina z Erbachu                                                  |  |  |  |  |  |  |  |                   |
|                 |                                                            |  |                                           |                                                                            |  |  |  |  |  |  |  |                   |
|                 | Frederika Meklenbursko-Střelická                           |  |                                           |                                                                            |  |  |  |  |  |  |  |                   |
|                 |                                                            |  |                                           |                                                                            |  |  |  |  |  |  |  |                   |
|                 |                                                            |  |                                           | Ludvík VIII. Hesensko-Darmstadtský                                         |  |  |  |  |  |  |  |                   |
|                 |                                                            |  |                                           |                                                                            |  |  |  |  |  |  |  |                   |
|                 | Jiří Vilém Hesensko-Darmstadtský                           |  |                                           |                                                                            |  |  |  |  |  |  |  |                   |
|                 |                                                            |  |                                           |                                                                            |  |  |  |  |  |  |  |                   |
|                 |                                                            |  |                                           | Šarlota z Hanau-Lichtenbergu                                               |  |  |  |  |  |  |  |                   |
|                 |                                                            |  |                                           |                                                                            |  |  |  |  |  |  |  |                   |
|                 | Frederika Hesensko-Darmstadtská                            |  |                                           |                                                                            |  |  |  |  |  |  |  |                   |
|                 |                                                            |  |                                           |                                                                            |  |  |  |  |  |  |  |                   |
|                 |                                                            |  |                                           | Kristián Karel Reinhard Leiningensko-Dagsbursko-Falkenbursko-Heidesheimský |  |  |  |  |  |  |  |                   |
|                 |                                                            |  |                                           |                                                                            |  |  |  |  |  |  |  |                   |
|                 | Marie Luisa Albertina Leiningensko-Falkenbursko-Dagsburská |  |                                           |                                                                            |  |  |  |  |  |  |  |                   |
|                 |                                                            |  |                                           |                                                                            |  |  |  |  |  |  |  |                   |
|                 |                                                            |  |                                           | Kateřina Polyxena Solms-Rödelheimská                                       |  |  |  |  |  |  |  |                   |
|                 |                                                            |  |                                           |                                                                            |  |  |  |  |  |  |  |                   |